# Mamuka d'Imerezia
Mamuka di Imerezia, in georgiano მამუკა? (Kutaisi, 1719 – Kutaisi, 1769), è stato re d'Imerezia dal 1746 al 1749.

## Biografia
Mamuka era figlio di Giorgio VII d'Imerezia e di sua moglie Rodam, figlia di re Giorgio XI di Cartalia. Per ben due volte tentò di strappare la corona d'Imerezia a suo fratello maggiore Alessandro V. Nel dicembre del 1732, Otia Dadiani, Principe di Mingrelia e cognato di Mamuka, in alleanza coi nobili imereziani Zurab Abashidze e Grigol, duca di Rach'a, tentarono di spodestare Alessandro in favore di Mamuka. Bloccarono la capitale imereziana di Kutaisi, ma non osarono attaccare la cittadella fortificata per timore della reazione dell'Impero ottomano e preferirono ritirarsi. Ritornarono ben presto all'offensiva ed ancora una volta marciarono contro il re. Alessandro, supportato da Mamia IV Gurieli, vinse la battaglia di Chikhori, catturando Dadiani, ma su pressione degli ottomani, il re dovette restituirla al principato di Mingrelia e concedere i distretti di Sachilao e Samikelao in governatorato a suo fratello Mamuka. Successivamente Mamuka fu in grado di strappare alla famiglia Chijavadze la fortezza di Sebeka ed altri territori.
Nel 1741, Mamuka seguì Alessandro nel suo esilio nel Regno di Cartalia, quando il trono d'Imerezia venne concesso al loro fratellastro Giorgio IX in un colpo di stato sponsorizzato direttamente dagli ottomani. Mamuka a seguito di tumulti in Cartalia tornò in Imerezia ed Alessandro fu in grado di riprendere il trono in quello stesso anno. Nel 1746, i nobili si trovarono nuovamente in rivolta e portarono Mamuka sul trono d'Imerezia. Nel 1749, con l'aiuto degli ottomani tramite il pascià di Akhaltsikhe, Alessandro riprese il trono. Morì nel 1752 lasciando il proprio figlio diciassettenne Salomone quale suo erede.
Mamuka da subito fece parte del gruppo di nobili che si opposero fermamente all'ascesa del giovane principe Salomone ed anche quando quest'ultimo riuscì ad assicurarsi il trono, Mamuka non abbandonò i propri propositi e si portò a Akhaltsikhe e cospirò contro di lui. Salomone fu però in grado di sconfiggere questi nobili e gli ottomani che li appoggiavano nella battaglia di Khresili nel 1757. Nel 1766, infine, il figlio di Mamuka, Teimuraz riuscì ad ottenere il trono, ma Salomone lo riottenne a sua volta nel 1768. Teimuraz, assieme a suo fratello, vennero imprigionati.

## Famiglia
Mamuka sposò nel 1732 Darejan Dadiani, figlia di Bezhan Dadiani, principe di Mingrelia. La coppia ebbe due figli:
- Teimuraz (m. c. 1768), re d'Imerezia (1766–1768);
- Giorgio (fl. 1768).